# Équipe de Corée du Nord féminine de football des moins de 17 ans
Maillots
L'équipe de Corée du Nord féminine de football des moins de 17 ans est constituée d'une sélection des meilleures joueuses nord-coréennes sous l'égide de la Fédération de Corée du Nord de football.

## Histoire
Elle est la seule équipe internationale féminine dans cette catégorie d'âge à avoir réussi à remporter deux fois la Coupe du monde féminine des moins de 17 ans.

## Parcours

### Parcours enCoupe du monde des moins de 17 ans
- 2008 :  Vainqueur[2]
- 2010 : Demi-finale
- 2012 :  Finale[3]
- 2014 : Phase de groupes
- 2016 :  Vainqueur[2]
- 2018 : Quart de finale
- 2022 : Forfait
- 2024 :  Vainqueur